# Kõue
Kõue è un ex comune dell'Estonia situato nella contea di Harjumaa, nell'Estonia settentrionale; classificato come comune rurale, il centro amministrativo era la località (in estone küla) di Ardu, a 57 km dalla capitale Tallinn.
Nell'ottobre 2013 è stato soppresso e accorpato al comune di Kose.

## Località
Oltre al capoluogo, il centro abitato comprende altre 37 località:
- Aela
- Alansi
- Äksi
- Habaja
- Harmi
- Kadja
- Kantküla
- Katsina
- Kirivalla
- Kiruvere
- Kukepala
- Kõrvenurga
- Kõue
- Laane
- Leistu
- Lutsu
- Lööra
- Marguse
- Nutu
- Nõmmeri
- Ojasoo
- Pala
- Paunaste
- Paunküla
- Puusepa
- Rava
- Riidamäe
- Rõõsa
- Saarnakõrve
- Sae
- Silmsi
- Sääsküla
- Triigi
- Uueveski
- Vahetüki
- Vanamõisa
- Virla